# Le Mesnil-Guillaume

Le Mesnil-Guillaume este o comună în departamentul Calvados, Franța. În 1 ianuarie 2022 avea o populație de 558 de locuitori.